# Brysztańska Dolina

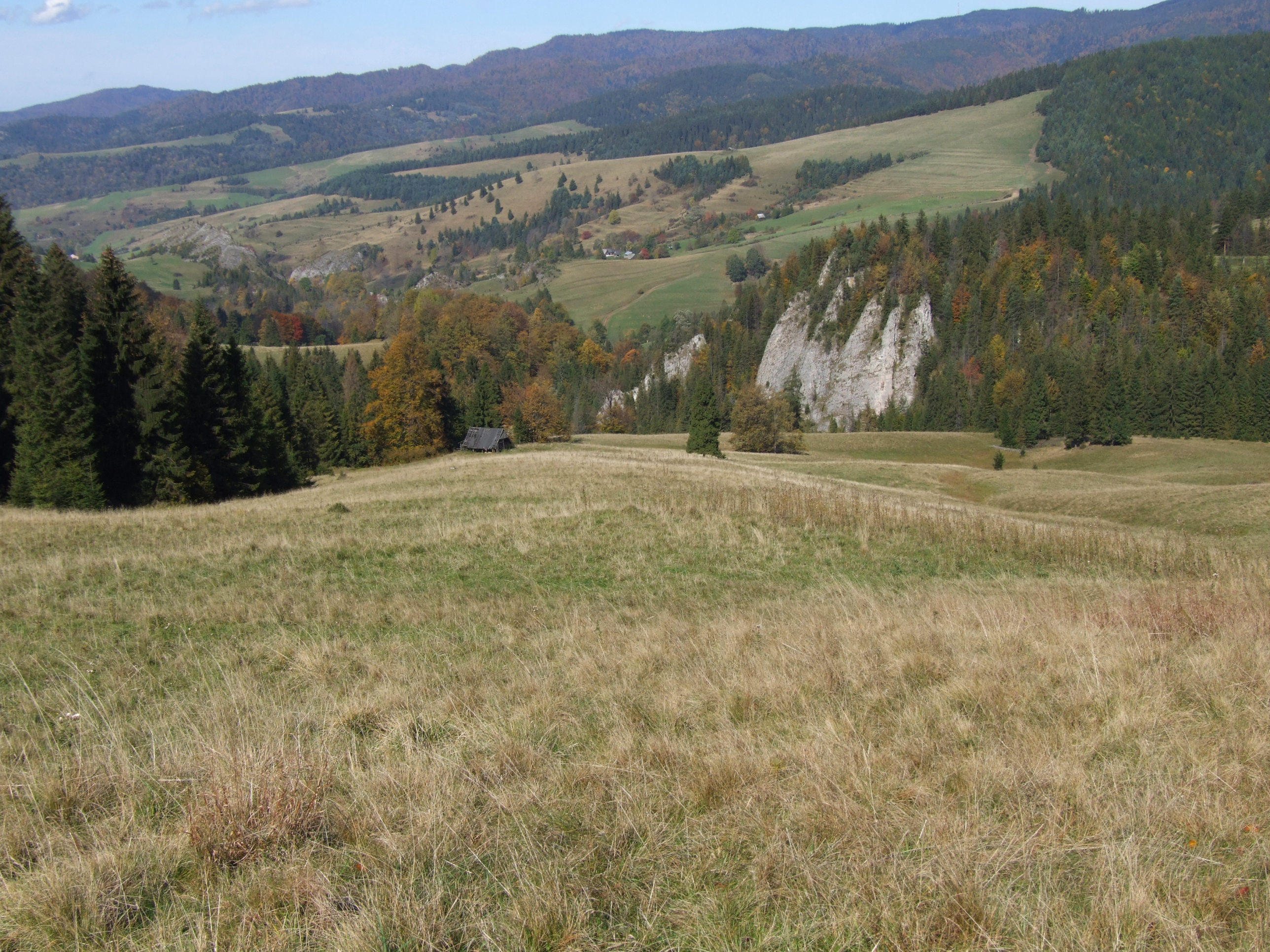
Fragment Brysztańskiej Doliny i Brysztańskie Skały

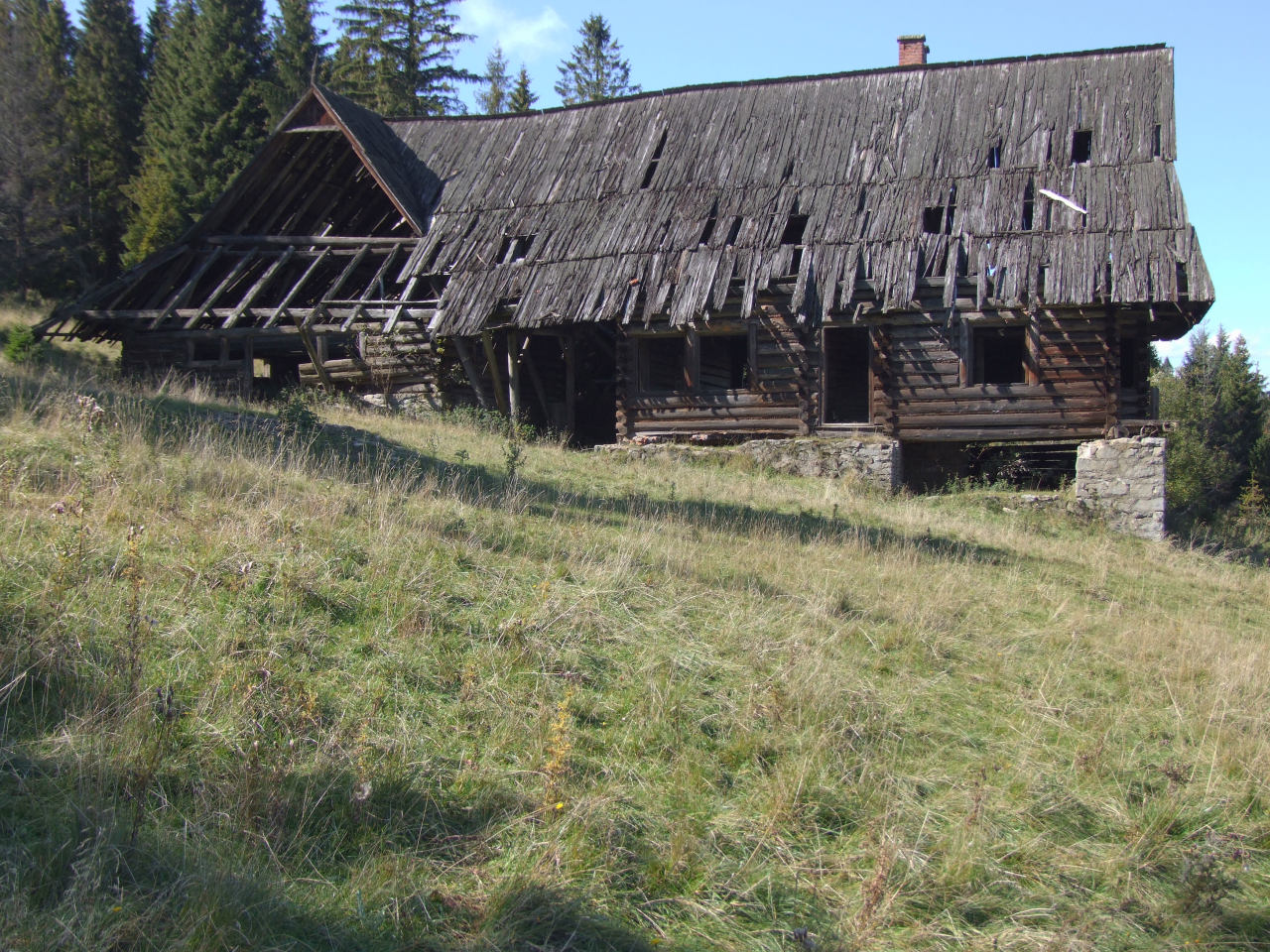
Ruiny bacówki w 2007 r.

Brysztańska Dolina – dolina Potoku Brysztańskiego w Pieninach. Jest orograficznie lewym odgałęzieniem Doliny Białej Wody. Jej górny koniec znajduje się po północno-zachodniej stronie szczytu Wierchliczka. Dolina opada początkowo w kierunku północnym, a po zasileniu dopływem spod przełęczy Rozdziele (Rozdziela) zmienia kierunek na północno-zachodni i naprzeciwko Kociubylskiej Skały uchodzi do Doliny Białej Wody.
Główny ciąg doliny jest całkowicie porośnięty lasem, natomiast górna część odgałęzienia podchodząca pod przełęcz Rozdziela jest trawiasta. Na orograficznie lewym zboczu jest łąka Zapustek, na lewym łąki Brysztan, Łaz i Grybnik. Tuż nad prawym brzegiem koryta potoku tego odgałęzienia wznoszą się zbudowane z wapieni Brysztańskie Skały.
Przed drugą wojną światową Brysztańska Dolina należała do wsi Biała Woda. Po wojnie władze polskie w ramach Akcja „Wisła” wysiedliły zamieszkująca ją ludność łemkowską. Domy spalono i wieś przestała istnieć. Powojenne władze tereny po wysiedlonej ludności przydzieliły góralom z Podhala w zamian za odebrane im hale tatrzańskie. Wysoko, na lewych zboczach Brysztańskiej Doliny powojenne władze wybudowały dla górali nową bacówkę, a na trawiastych zboczach Brysztańskiej Doliny betonowe korytka mające po stoku rozprowadzać gnojówkę z tej bacówki Na jednym z cieków wybudowano niewielką betonową zaporę, która miała gromadzić wodę do pojenia owiec. Górale nigdy jednak z bacówki nie skorzystali. Uznali ją za nieprzydatną i woleli wypasać tradycyjną, sprawdzoną od wieków metodą z użyciem codziennie przestawianych koszarów. Ciek z zaporą wyschnął, korytka zarosły trawą, a niewykorzystywana bacówka z czasem uległa zniszczeniu. Obecnie tereny te należą do wsi Jaworki.
Przełęcz Rozdziela oddziela Pieniny od Beskidu Sądeckiego. Spływający spod niej dnem Brysztańskiej Doliny Brysztański Potok nie tworzy jednak granicy między tymi mezoregionami, gdyż jego prawe zbocza (m.in. Brysztańskie Skały) budują skały wapienne genetycznie należące do Pienin. Granica między tymi mezoregionami przebiega dalej na północ od koryta potoku.
Dolina Brysztańska znajduje się w miejscowości Jaworki w województwie małopolskim, w powiecie nowotarskim, w gminie miejsko-wiejskiej Szczawnica.